# Église Saint-Michel de Beautiran
Pour les articles homonymes, voir Église Saint-Michel.
L'église Saint-Michel est une église catholique située dans la commune de Beautiran, dans le département de la Gironde, en France.

## Localisation
L'église se trouve à l'est du bourg, à proximité de la mairie et près d'une ancienne voie romane qui longe la Garonne.

## Historique
L’édifice date de la fin du XIe ou du début du XIIe siècle et se compose d’une nef centrale encadrée de deux collatéraux terminés à l’est par une abside principale et deux absidioles. Ces trois dernières sont voûtées en cul-de-four.
L'église a conservé le portail roman avec ses deux portes feintes. Cette partie de la façade occidentale et les modillons du chevet sont les seuls éléments romans conservés.
L’édifice a subi de nombreuses modifications :
- Les voûtes en ogives, datant probablement des XVe et XVIe siècles.
- Une restauration majeure de la façade occidentale en 1864.

- La construction d'un clocher ovoïde, choisi par l'architecte bordelais Gustave Alaux.
- La rénovation majeure, financée par les habitants eux-mêmes, sera ce clocher ovoïde. C'est un des premiers clochers d'Alaux qui ne soit pas une flèche, et ce malgré les recommandations de Mgr Donnet.

À l'intérieur de l'église, on ne trouve pas de décoration romane.
Léo Drouyn fut, en 1859, la première personne à faire un réel état des lieux. Ainsi, on sait qu'au XVIe siècle, les Pontac, barons de Beautiran, ont fait sculpter leurs armoiries, sur un chapiteau du collatéral nord ; on en aurait aussi profité pour refaire le sommet de deux élévations latérales et celui de l'abside septentrionale.
À cette époque, existait, dans l'absidiole sud, une veyrine (un trou par lequel on passe les enfants et personnes attaquées du mal) qui a disparu dans les restaurations du XIXe siècle. Une veyrine existe toujours dans le crypte de l'église Saint-Christophe de Baron.
À la fin du XIXe siècle, le conseil municipal après quelques disputes avec le conseil de fabrique de l'église, décide de prendre en charge activement la restauration du reste de l'église devenue vétuste depuis l’œuvre entreprise par Gustave Alaux. Les travaux de restauration confiés à l'architecte Henri Le Lille portent sur la structure de la charpente et les nouvelles voûtes en brique ; il fait ériger quatre contreforts sur les murs latéraux pour contrecarrer la poussée des voûtes ainsi que des arcs à doubleaux sur les bas-côtés ; il fait poser deux corbeaux en pierre dure dans des piliers isolés de la nef et deux colonnes engagées dans la croisée. Une statue de saint Michel ailé vient compléter l'autel. Les chapelles de saint Joseph et de la Vierge sont réaménagées. Dans les fonts baptismaux situés à gauche en entrant, la cuve baptismale réalisée par le sculpteur Jabouin est posée sur un pied en marbre provenant du mausolée du duc d'Épernon à Cadillac.
L’intérieur de l’église, restauré en 1953, dévoile un sanctuaire dépouillé d’ornements du XIXe siècle.
La façade à deux étages est caractéristique du style roman. En bas, une porte centrale accompagnée de deux portes feintes et au-dessus, des arcatures que domine une frise à modillons. Tous ces modillons datent de la restauration de 1864, par l'architecte Alaux, et évoquent l'eucharistie, la Vierge Marie et d'autres symboles religieux. Leur iconographie est très différente de celle des modillons romans que l'on trouve sur le chevet.
Les chapiteaux du portail et des portes feintes ont un décor végétal.

Façade occidentale
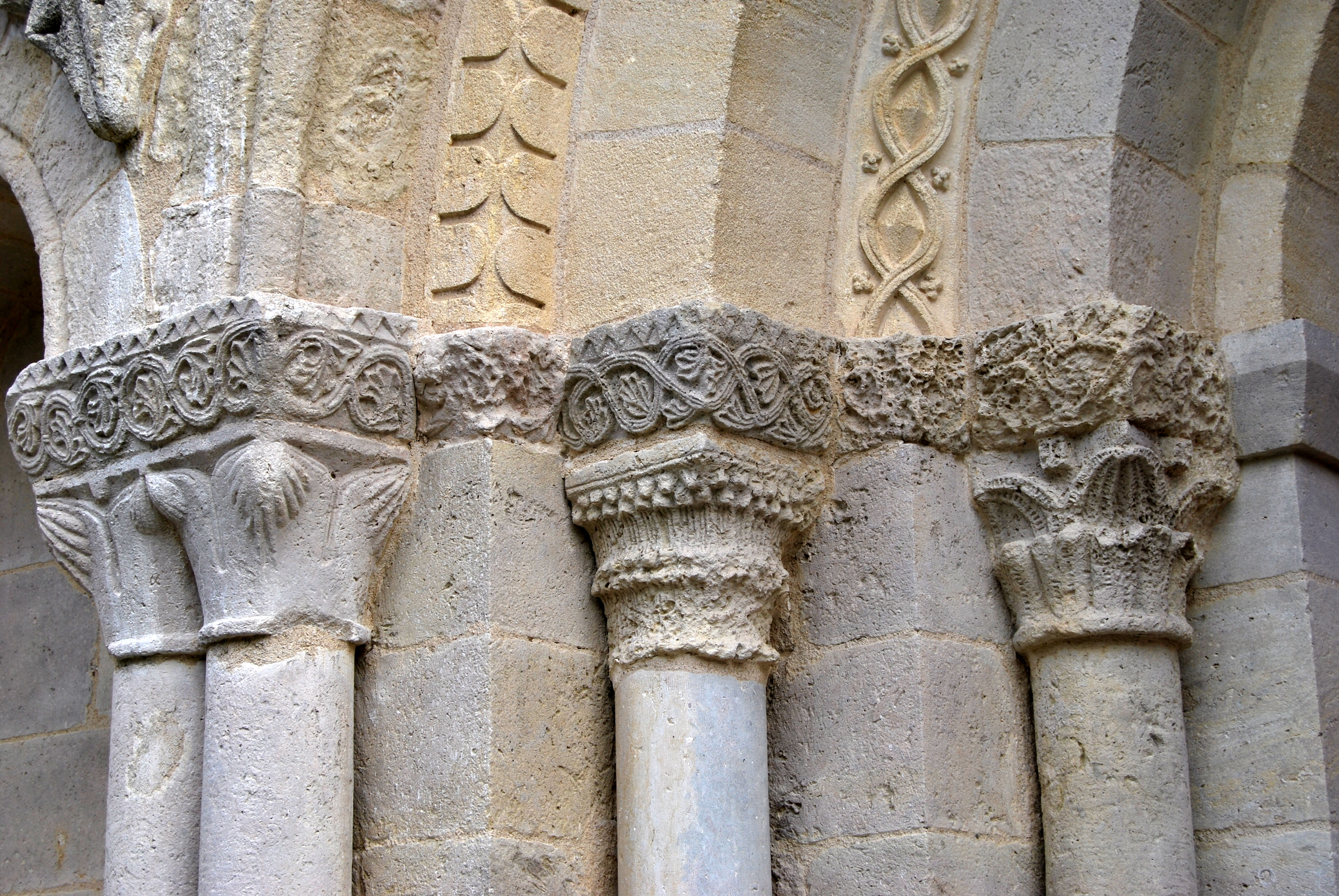
Ébrasement nord.
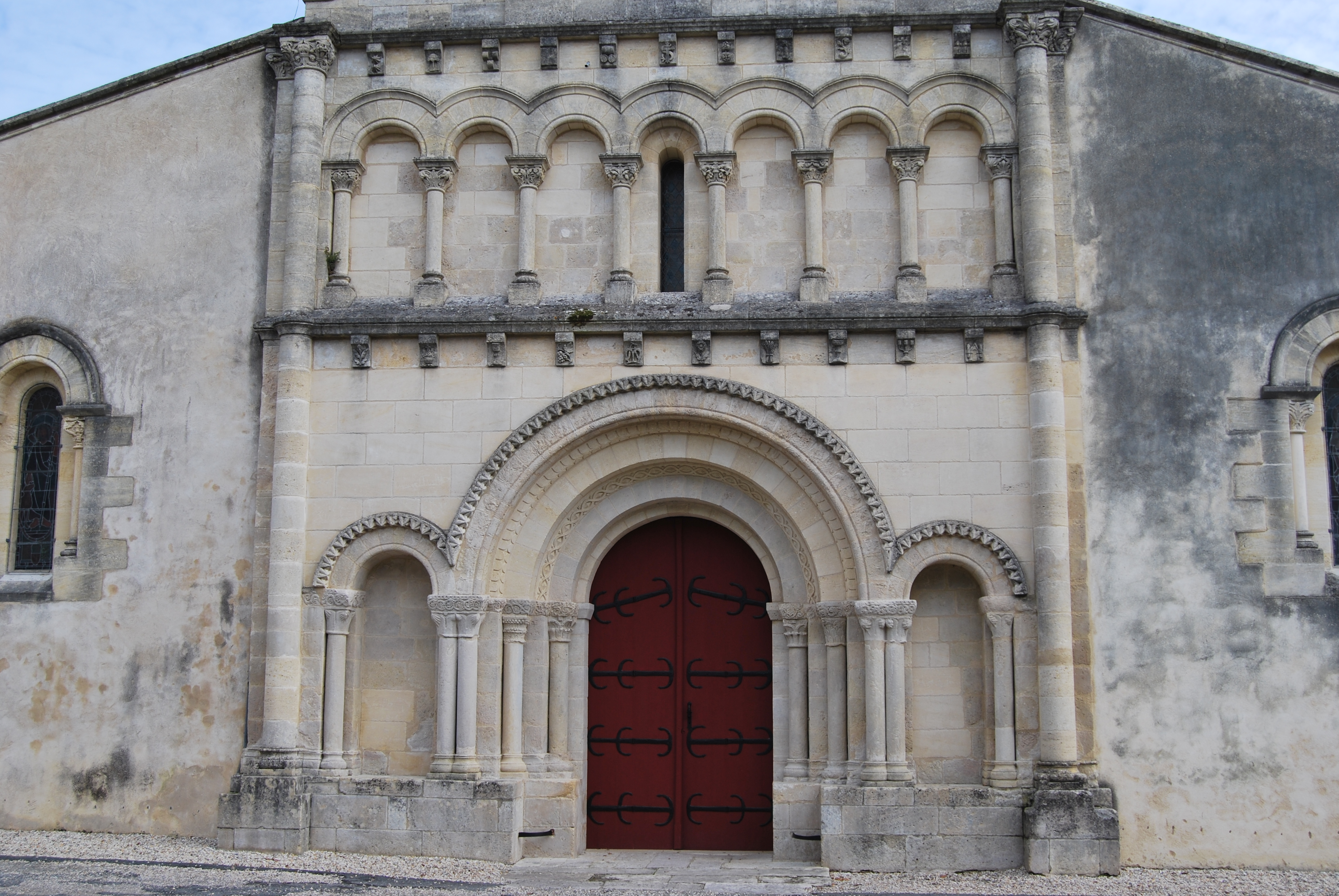
Le portail roman.
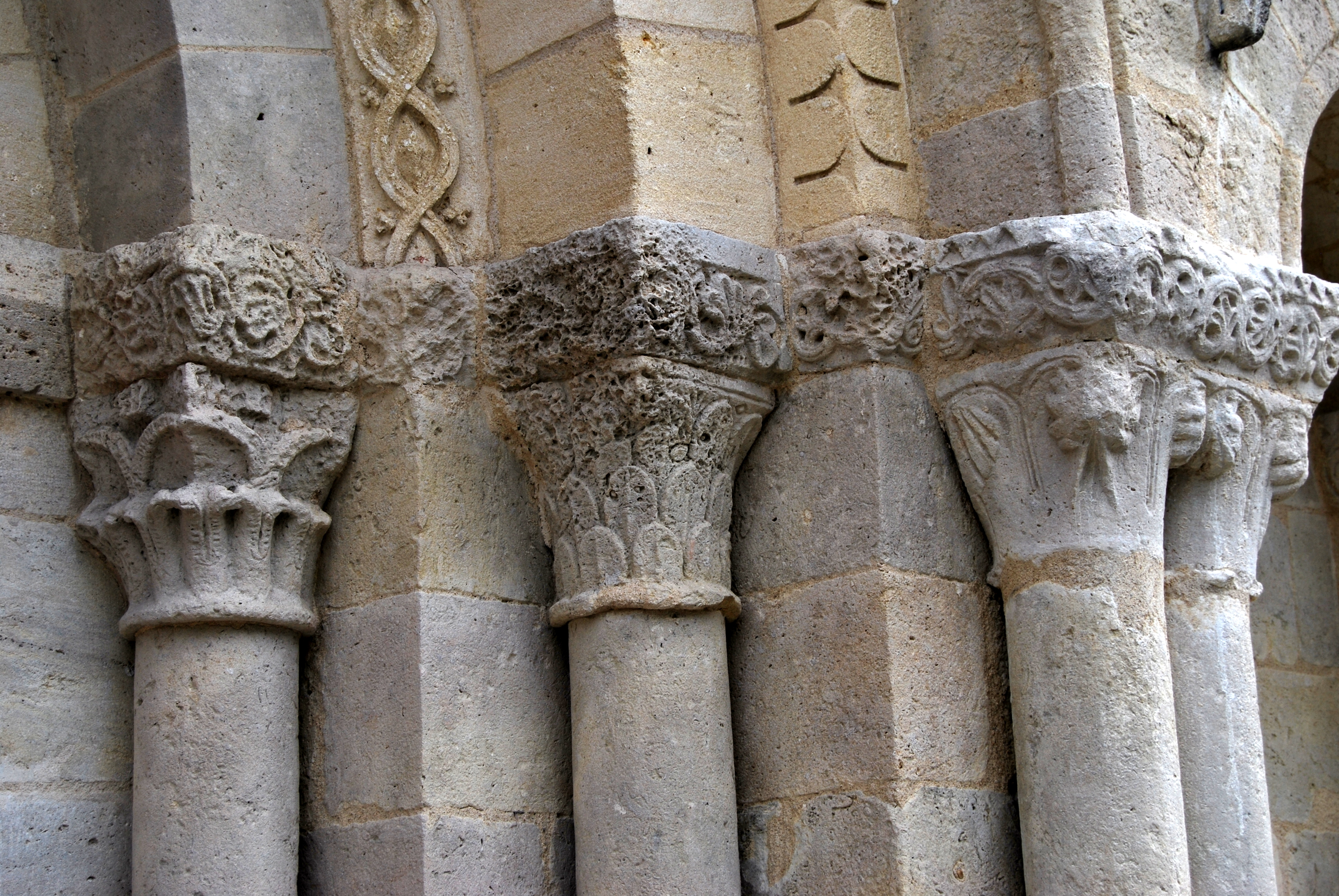
Ébrasement sud.

La corniche du chevet
La corniche du chevet est soutenue par des modillons sculptés. On trouve des représentations « classiques » : formes géométriques, billettes, croix, fleurs à quatre pétales (quartefeuilles), cloches, et des symboles du péché, tels que des serpents enlacés, le porteur de poisson géant, la sirène bicaudale et le porteur de barillet ou dolio.

Le chevet
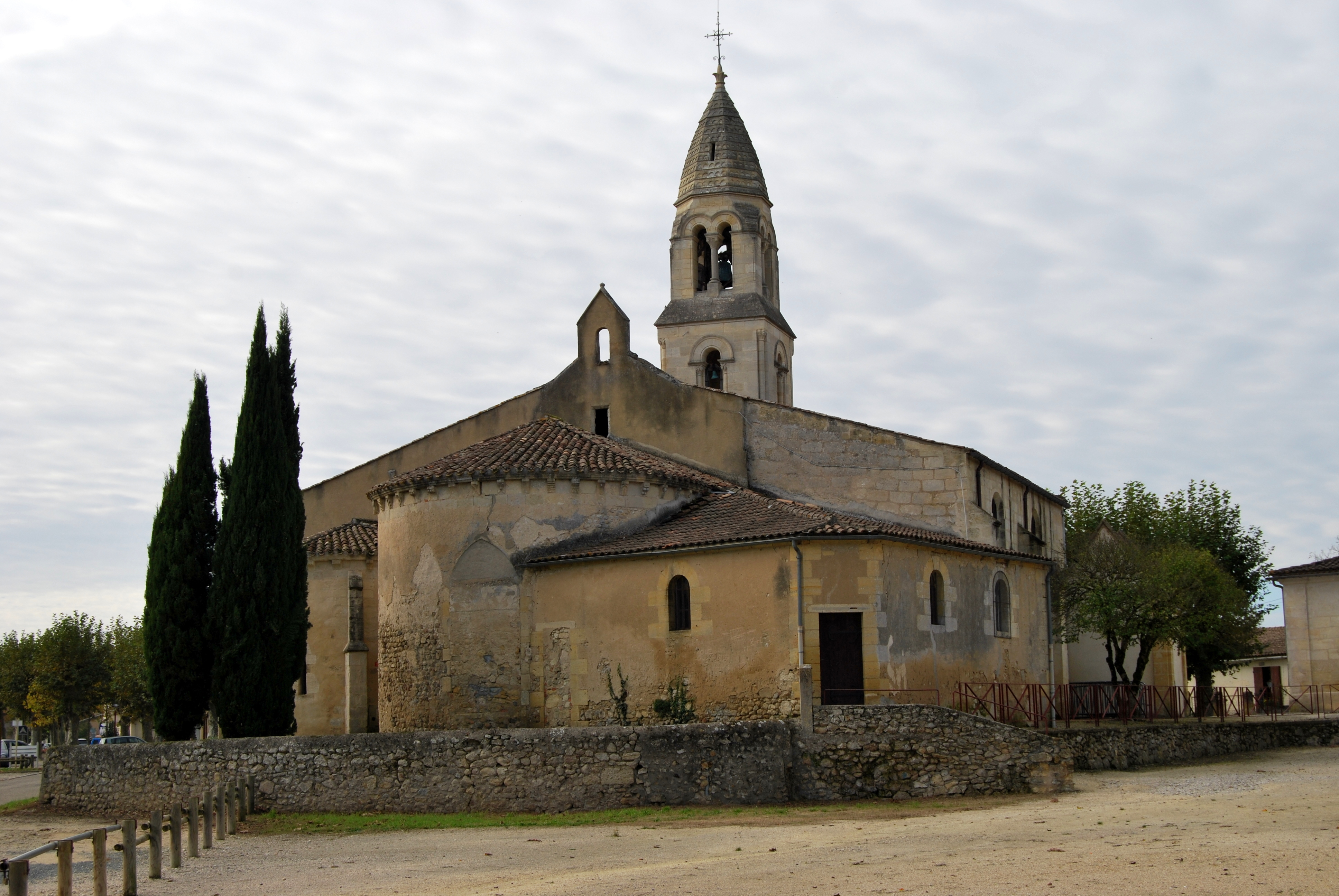
Vue du nord-est.
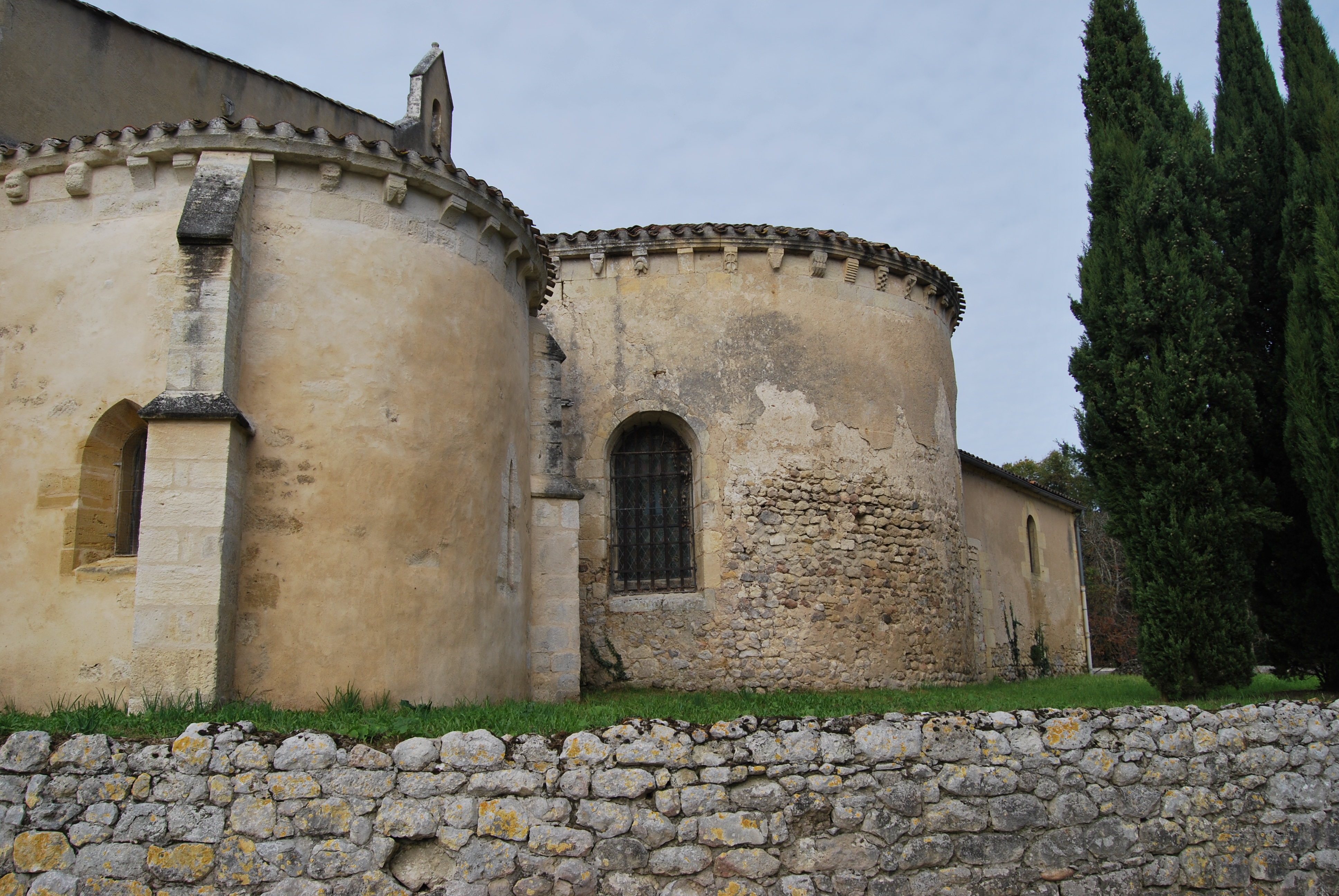
Vue du sud-est.

Modillons romans
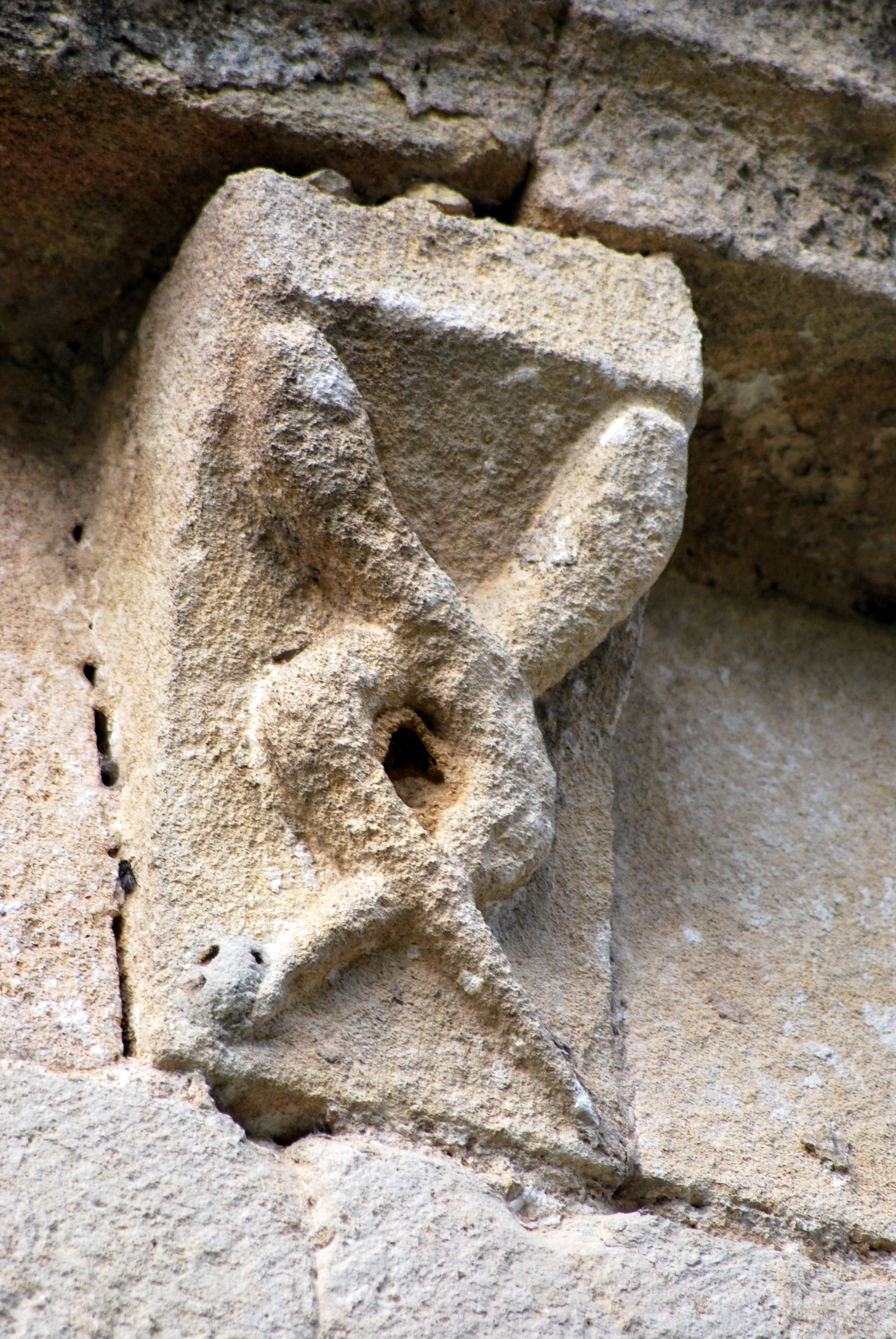
Serpents enlacés.
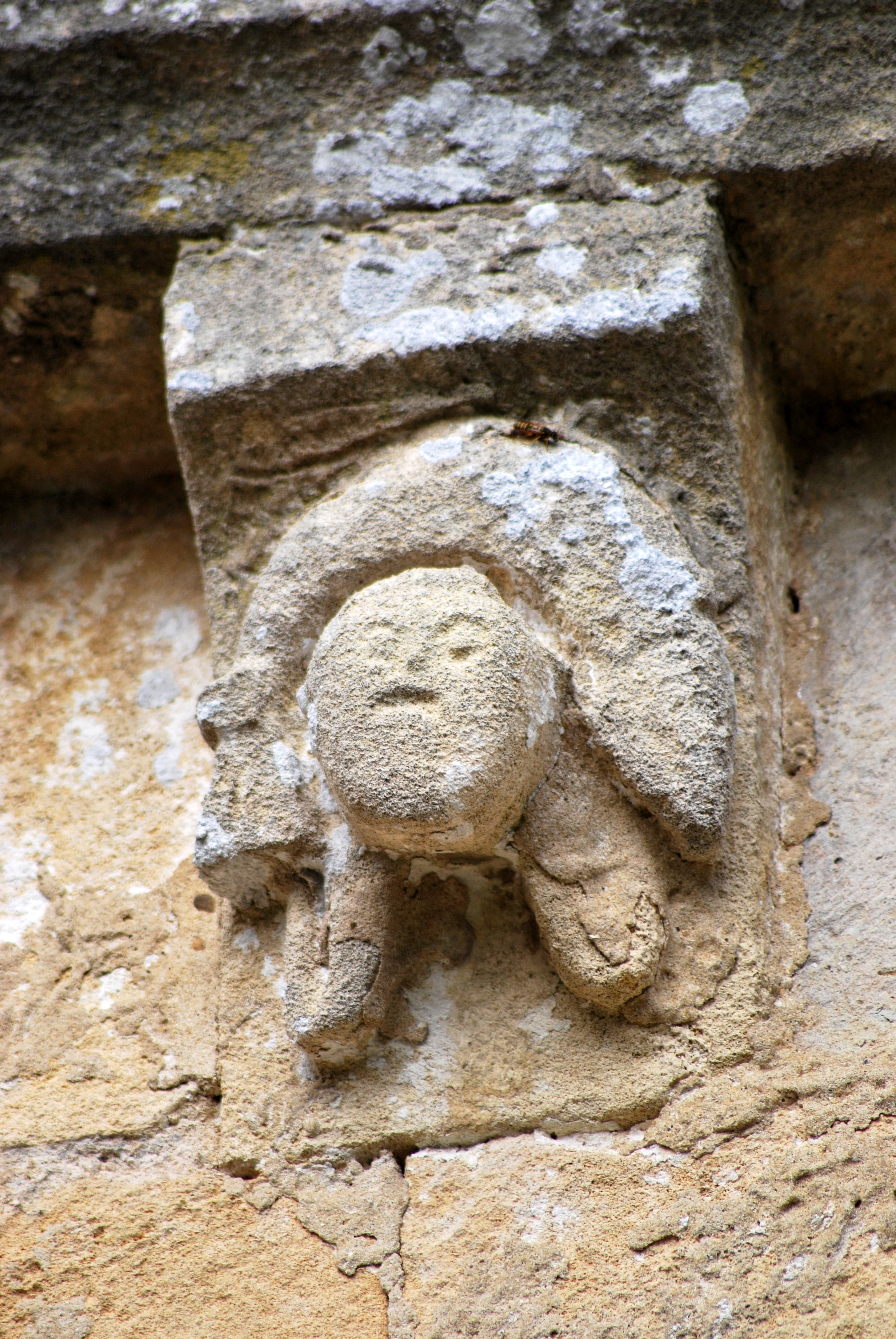
Porteur de poisson.
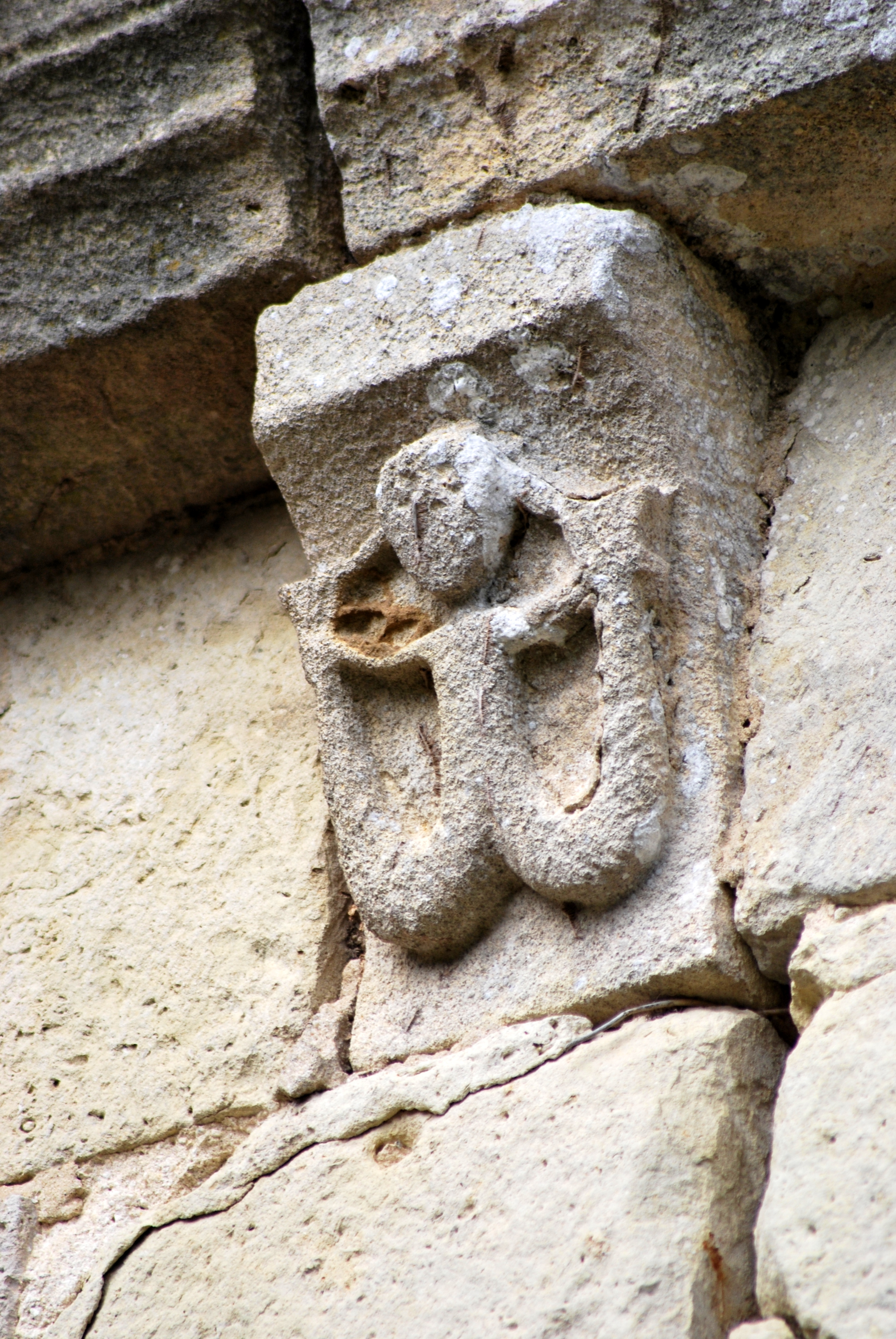
Sirène bicaudale.
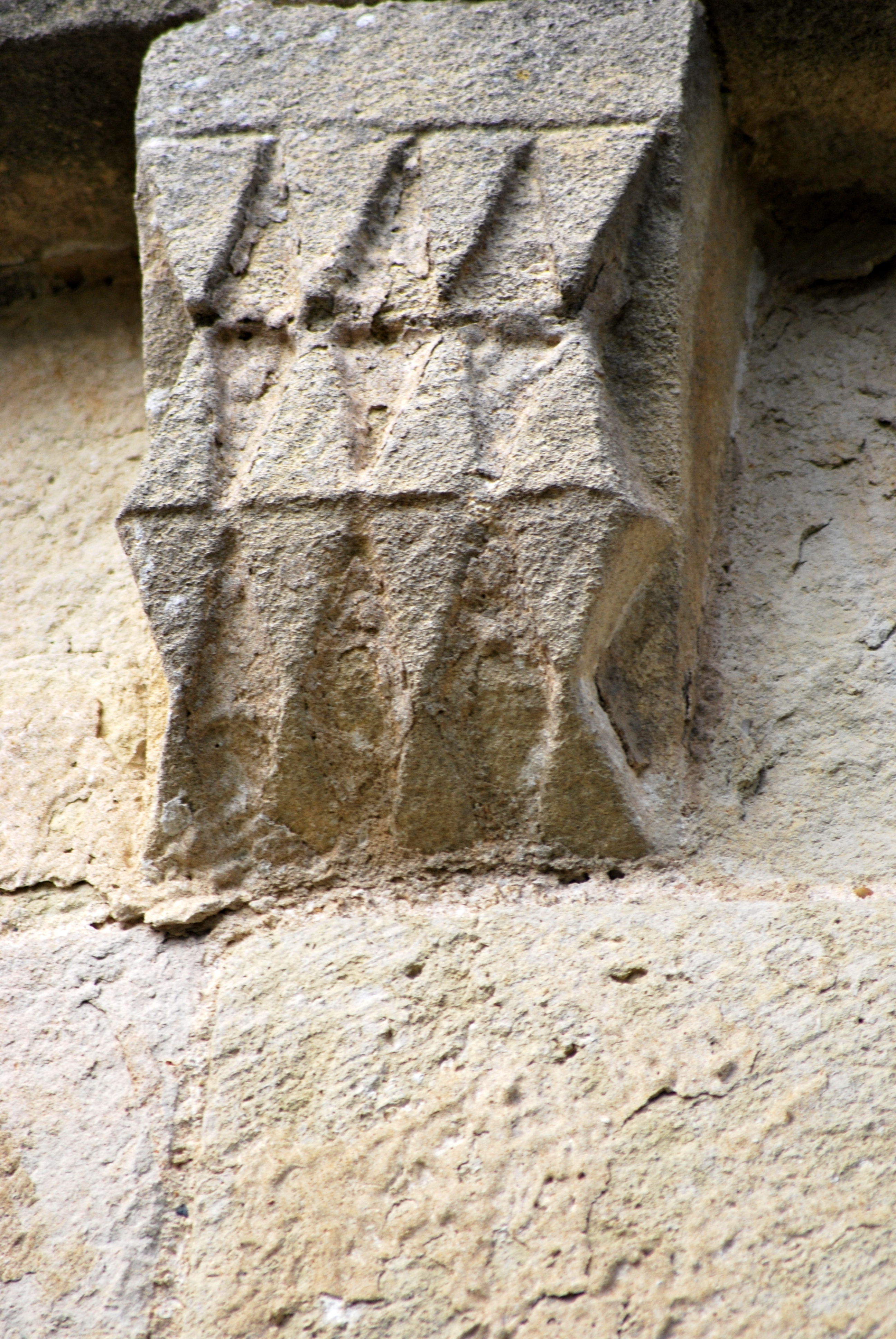
Forme géométrique.

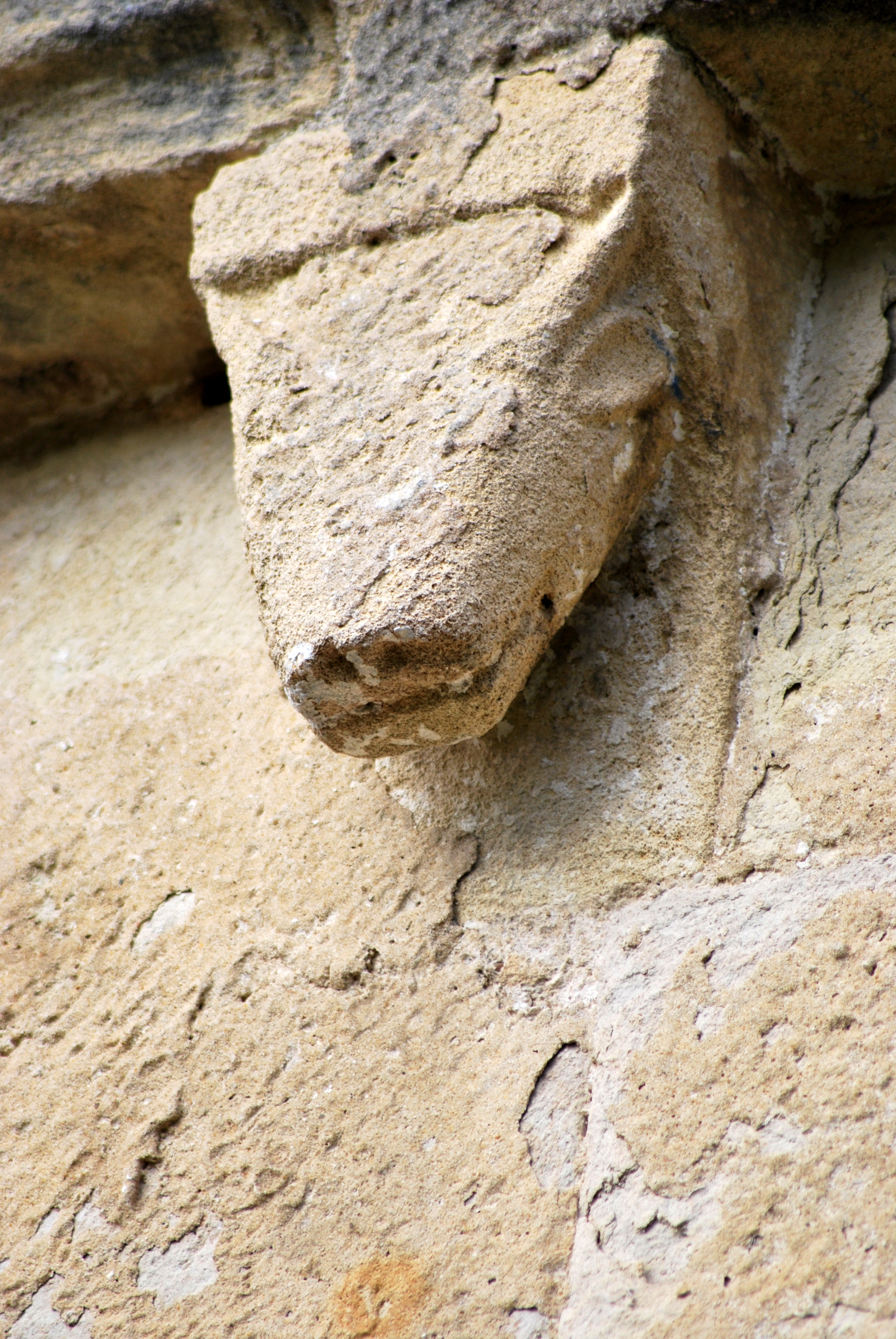
Cochon.
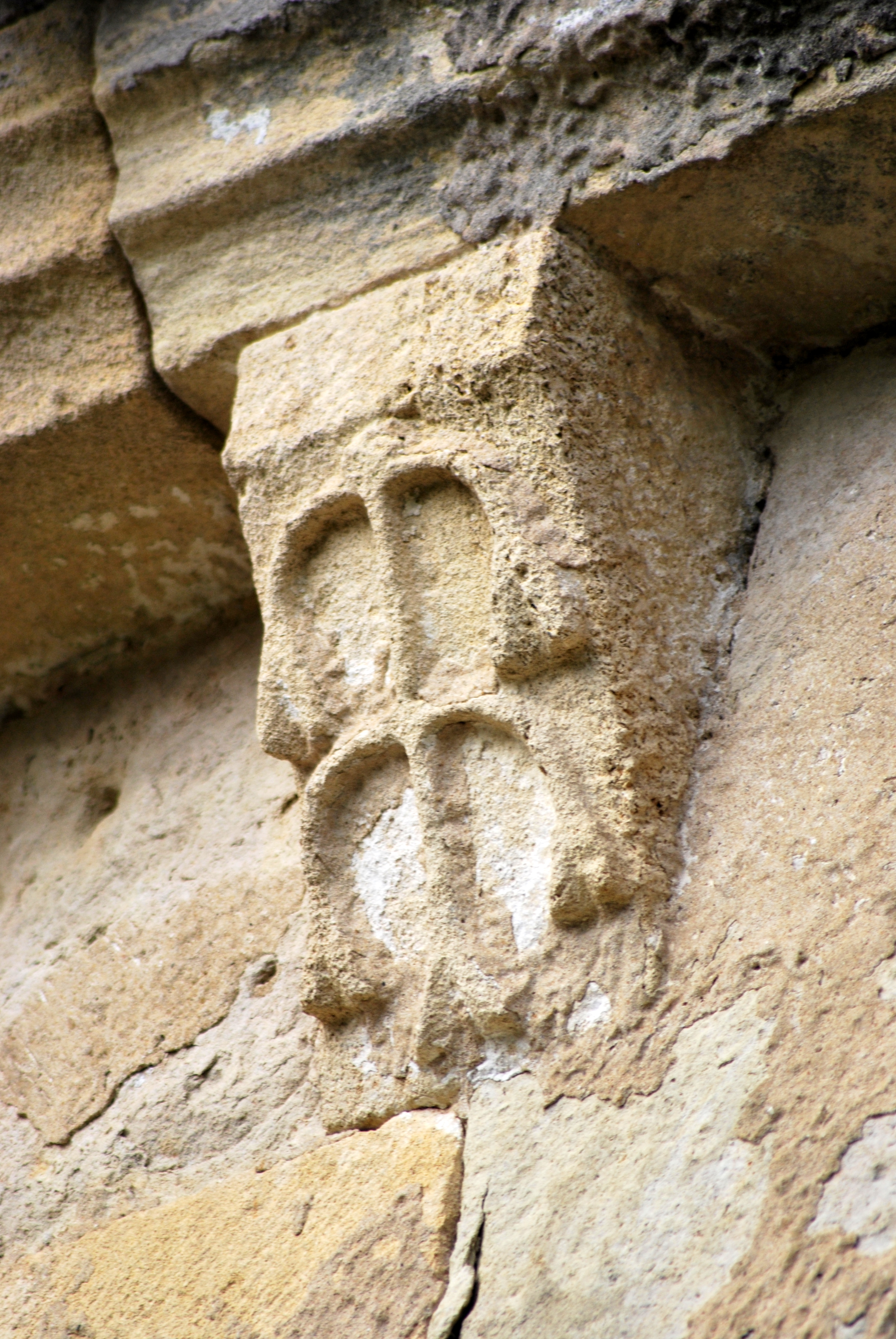
Balances ?
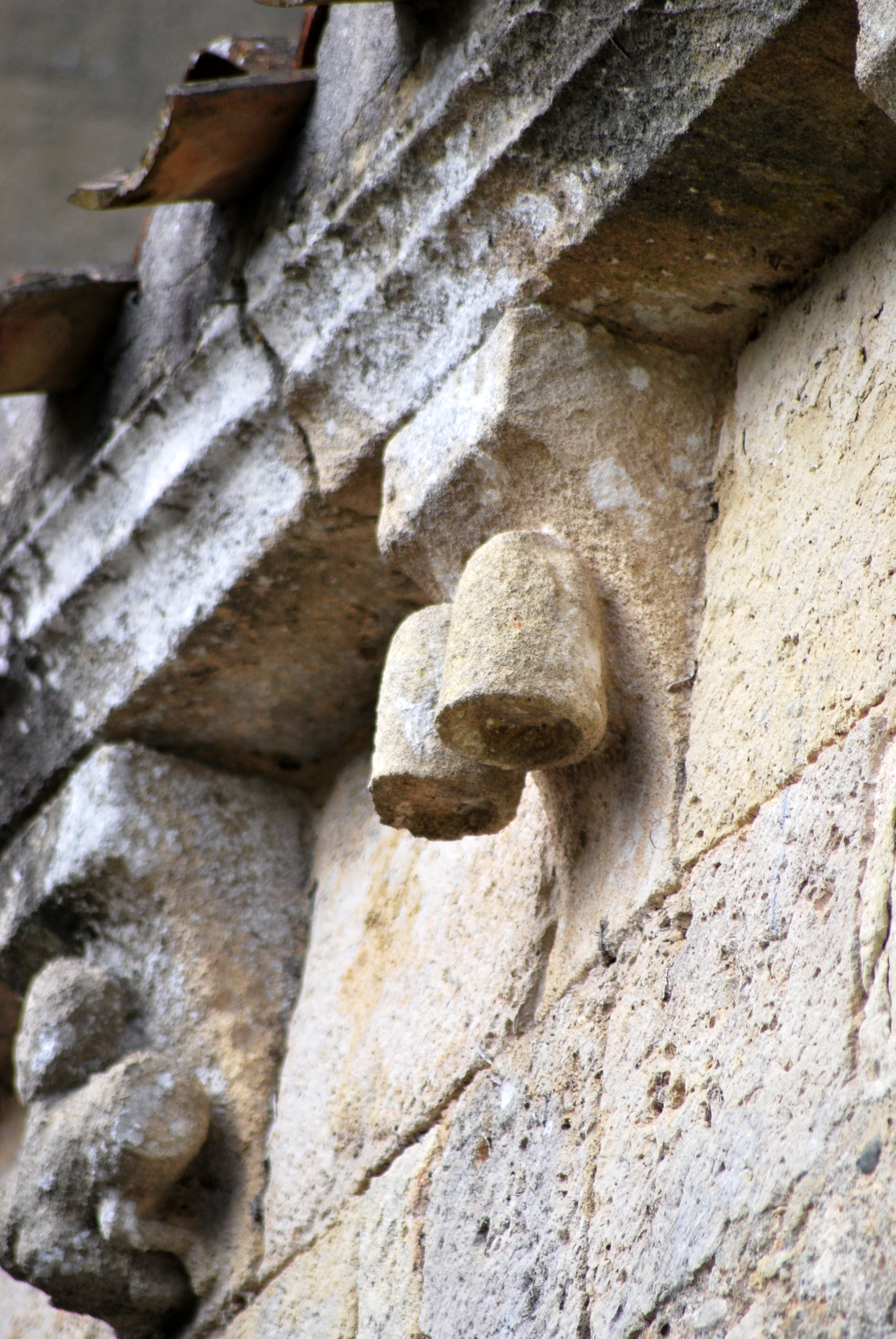
Cloches.
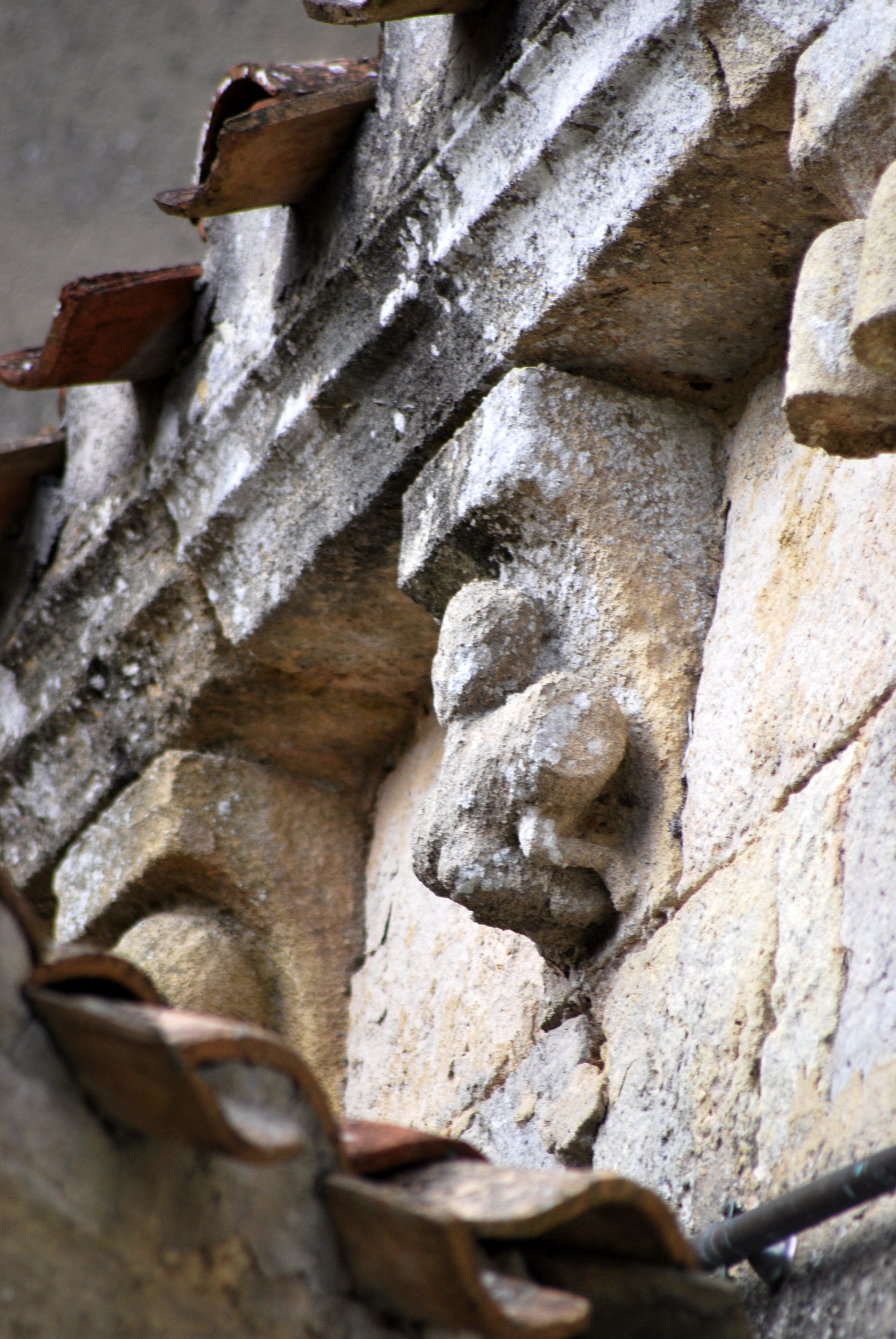
Porteur de barillet.